# Abbeville
Abbeville [abˈvil], jméno Abbeville pochází z latiny, kde původně znamenalo „město opatů“, je město na severu Francie v departmentu Somme a regionu Picardie. V roce 2012 zde žilo 24237 obyvatel.
Abbeville leží na řece Somme 45 km po proudu od Amiensu, zároveň se nachází 10 km od jejího ústí v kanálu La Manche.
Abbeville je hlavní město tzv. Přímořské Pikardie (Picardie maritime).

## Historie
Město bylo založeno v 7. století, ve středověku bylo jediným přístavem v La Manche. Zátoka Somme byla později zanesena pískem, čímž se město od moře vzdálilo asi na 10 km, nicméně se vždy jednalo o důležité obchodní středisko oblasti.
Za druhé světové války bylo Abbeville z velké části zničeno nejdříve německým a později anglickým bombardováním. Dne 12. září 1939 se zde poprvé sešla britsko-francouzská Nejvyšší válečná rada.

## Sousední obce
Buigny-Saint-Maclou, Cambron, Caours, Drucat, Épagne-Épagnette, Grand-Laviers, Mareuil-Caubert, Vauchelles-les-Quesnoy, Yonval

## Vývoj počtu obyvatel
Počet obyvatel

## Osobnosti
- Bernard z Tironu († 1117), opat, poustevník, světec
- Nicolas Sanson (1600–1667), poradce Ludvíka XIII.
- Rose Bertin (1747–1813), modistka a módní návrhářka
- Louis Cordier (1777–1861), geolog
- Charles Hubert Millevoye (1782–1816), básník
- Sanson de Pongerville (1782–1870), politik
- Boucher de Perthes (1788 –1868), zakladatel vědecké disciplíny prehistorie
- Amédée-Anatole Courbet (1827–1885), admirál
- Alfred Manessier (1911–1993), vitrážista
- Roger Agache (* 1926), archeolog

## Partnerská města
- Argos, Řecko
- Burgess Hill, Velká Británie